# Przerwanie zapory Banqiao w 1975
Awaria zapory Banqiao w 1975 r. (w uproszczonym chińskim: 河南“75·8”水库溃坝; w tradycyjnym chińskim: 河南「75·8」水庫潰壩) – przerwanie zapory Banqiao i 61 innych zapór w prowincji Henan w Chinach pod wpływem tajfunu Nina w sierpniu 1975 r. Przerwanie zapory spowodowało trzecią najbardziej zabójczą powódź znaną w historii. Dotknęła ona ponad 10 milionów ludzi, zalała około 30 miast i powierzchnię ponad 12 000 kilometrów kwadratowych, z szacowaną liczbą ofiar śmiertelnych od 26 000 do 240 000. Powódź spowodowała również zniszczenie od 5 do 6,8 mln domów.
Większość zapór przerwanych podczas tej katastrofy została zbudowana z pomocą ekspertów ze Związku Radzieckiego lub podczas chińskiego wielkiego skoku naprzód. Konstrukcja zapór koncentrowała się głównie na zatrzymywaniu wody i pomijała funkcje zapobiegania powodziom, podczas gdy jakość ich budowy była pogorszona przez Wielki Skok Naprzód. Zapora Banqiao została zaprojektowana dla obliczeniowych ekstremalnych opadów tysiącletnich wynoszących 300 mm/dzień; jednak w pobliżu centrum tajfunu Nina w jeden dzień spadło więcej deszczu niż normalnie przez cały rok (1060 mm). Niektórzy eksperci stwierdzili również, że wielka kampania wytapiania stali podczas Wielkiego Skoku Naprzód, a także szereg strategii wdrożonych w rolnictwie doprowadziły do poważnych zniszczeń ekosystemów i zalesienia w regionie, co było istotnym czynnikiem przyczyniającym się do powstania powodzi. Co więcej, niewłaściwe postępowanie rządu w związku z katastrofą zapory znacząco zwiększyło spowodowane przez nią zniszczenia.
Szczegółowe informacje na temat katastrofy były ukrywane przez Komunistyczną Partię Chin (KPCh) oraz przez rząd Chin aż do lat 90., kiedy szczegóły katastrofy zostały po raz pierwszy ujawnione opinii publicznej w książce Wielkie Powodzie w Historii Chin (中国历史大洪水), opublikowanej z przedmową Qian Zhengying, która w latach 1970. i 1980. była Minister Zasobów Wodnych Chin. Oficjalne dokumenty katastrofy zostały odtajnione w 2005 roku przez chiński rząd. W maju 2005 roku katastrofa zapory Banqiao została zaklasyfikowana przez Discovery Channel na 1. miejscu w rankingu „10 największych katastrof technologicznych" na świecie, wyprzedzając katastrofę Czarnobylskiej Elektrowni Jądrowej.

### Tajfun Nina

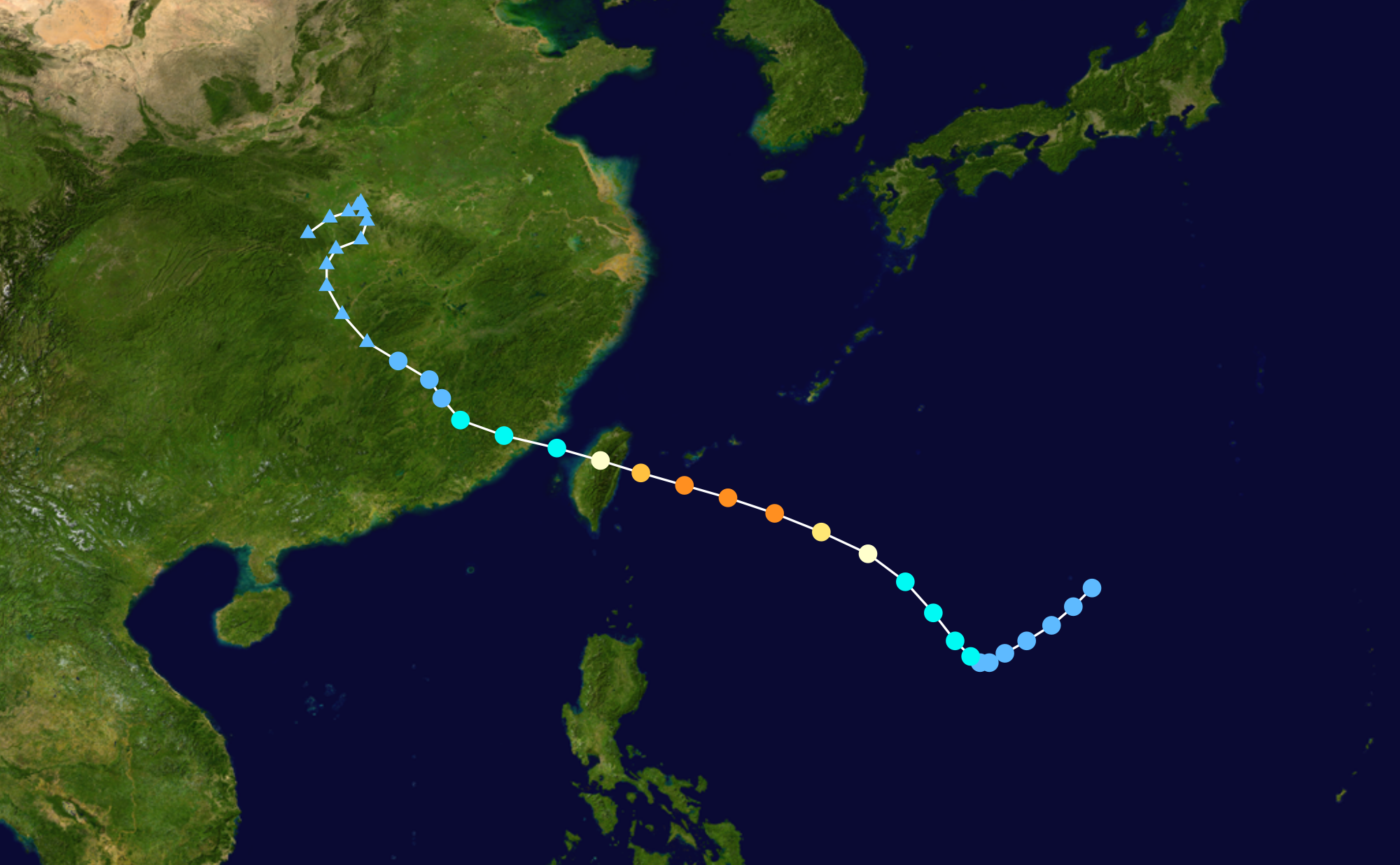
Trasa tajfunu Nina (1975).

## Przerwanie zapór

### 6–7 sierpnia
Z powodu wielu awarii łączność z zaporą została przerwana. Żądanie otwarcia zapory wysłane 6 sierpnia zostało odrzucone ze względu na już istniejące powodzie w obszarach pod zaporą.
7 sierpnia wniosek został przyjęty, ale telegramy nie dotarły do zapory. Spusty zapory nie były w stanie poradzić sobie z nadmiarem wody, częściowo z powodu zablokowania przez osady denne. W dniu 7 sierpnia o godzinie 21:30 Jednostka 34450 Armii Ludowo-Wyzwoleńczej Chin (2. Dywizja Artylerii z okręgu Queshan), która została rozlokowana na tamie Banqiao wysłała telegraficznie pierwsze ostrzeżenie o awarii zapory.

### 8 sierpnia
W dniu 8 sierpnia o godzinie 01:00 woda w Banqiao osiągnęła maksymalny poziom 117,94 m n.p.m., czyli 0,3 metra ponad poziom ściany chroniącej przed falami, przerywając zaporę. Ta sama burza spowodowała przerwanie łącznie 62 zapór. W ciągu 6 godzin z zapory Banqiao wypłynęło 701 mln m³ wody, podczas gdy w górnym biegu zapory Shimantan w 5,5 godziny zostało uwolnione 1,67 miliarda m³ wody, a łącznie w wyniku katastrofy wypłynęło 15,738 mld m³ wody.
Powstała fala wody powodziowej miała szerokość 10 kilometrów i wysokość 3-7 metrów, uderzając w równiny pod zaporą z prędkością prawie 50 km/h, praktycznie równając z ziemią obszar o długości 55 km i szerokości 15 km, tworząc tymczasowe jeziora o wielkości do 12000 kilometrów kwadratowych. Zalanych zostało siedem stolic okręgów, Suiping (遂平), Xiping (西平), Ru'nan (汝南), Pingyu (平舆), Xincai (新蔡), Luohe (漯河) i Linquan (临泉), jak również tysiące kilometrów kwadratowych terenów wiejskich. Nakazy ewakuacji nie zostały w pełni dostarczone ze względu na warunki pogodowe i słabą komunikację. Telegrafy zawiodły, flary sygnałowe wystrzelone przez Jednostkę 34450 zostały źle zrozumiane, telefonów było niewiele, a część posłańców padłą ofiarą powodzi.
Aby uchronić inne zapory przed przerwaniem, ewakuowano i zalano kilka obszarów ochrony przeciwpowodziowej, a kilka zapór zostało celowo zniszczonych przez uderzenia lotnicze, aby woda popłynęła w planowanych kierunkach. Obszary ochrony przeciwpowodziowej Nihewa i Laowangpo poniżej zapór wkrótce przekroczyły swoją pojemność i 8 sierpnia zaczęły się przelewać, zmuszając do ewakuacji kolejnych obszarów ochrony przeciwpowodziowej.

### 9 sierpnia
Wieczorem 9 sierpnia zostały przerwane wały na rzece Quan, zalany został cały okręg Linquan w Fuyang. Gdy wody przelały się nad zaporą Boshan o pojemności 400 mln m³ i woda uwolniona przez przerwania zapór Banqiao i Shimantan popłynęła w dół rzeki, przeprowadzono naloty na kilka innych zapór, aby ochronić zaporę na jeziorze Suya, w której znajdowało się już 1,2 mld m³ wody.

### Późniejszy okres
Linia kolejowa Jingguang, ważne połączenie Pekinu z Kantonem została przerwana na 18 dni, podobnie jak inne kluczowe linie komunikacyjne. Chociaż do pomocy po katastrofie skierowano 42 618 żołnierzy Armii Ludowo-Wyzwoleńczej, to cała łączność z miastami została odcięta. Dziewięć dni później powódź nadal więziła ponad milion ludzi, którzy polegali na zrzutach żywności z samolotów i do których ratownicy nie byli w stanie dotrzeć. Uwięzionych ocalałych z powodzi dziesiątkowały choroby i głód. Szkody w obszarze Zhumadian oszacowano na około 3,5 miliarda renminbi (513 milionów dolarów).

## Następstwa

### Ukrywanie katastrofy i jej późniejsze odtajnienie
Po katastrofie Komunistyczna Partia Chin i chiński rząd publicznie milczały, zabraniając mediom informowania o katastrofie.
W 1987 roku Yu Weimin (于为民), dziennikarz Henan Daily napisał książkę o katastrofie, a w 1995 roku agencja informacyjna przejęła inicjatywę i opublikowała publicznie szczegóły dotyczące katastrofy. Na poziomie oficjalnym książka Wielkie powodzie w historii Chin (中国历史大洪水) po raz pierwszy ujawniła publicznie część informacji; przedmowę do tej książki napisała Qian Zhengying, która w latach 1970. i 1980. była Minister Zasobów Wodnych Chin.
Oficjalna dokumentacja katastrofy była uznawana za tajemnicę państwową do 2005 roku, kiedy została odtajniona. Po jej odtajnieniu w seminarium w Pekinie wzięli udział naukowcy z Chin, Włoch i Stanów Zjednoczonych, omawiając szczegóły katastrofy.

### Ofiary katastrofy
Nieoficjalne dane podają, że w wyniku przerwania zapory zginęło 85 600-240 000 osób, chociaż oficjalna liczba ofiar to 26 000. Na przykład, podczas gdy w ewakuowanej społeczności Shahedian tuż poniżej zapory Banqiao zginęło tylko 827 z 6000 osób, to w niepoddanej ewakuacji gminie Wencheng w okręgu Suipin obok Shahedian zginęła połowa z łącznie 36 000 ludzi, a gmina Daowencheng została zmieciona z powierzchni ziemi, co spowodowało śmierć jej wszystkich 9600 mieszkańców.
- W sierpniu 1975 r. wstępne dane Komitetu Partii Komunistycznej w Henan podały, że w wyniku katastrofy zginęło 85 600 osób z Henan, podczas gdy łączna liczba ofiar śmiertelnych nie przekroczyła 100 000, biorąc pod uwagę osoby spoza prowincji. Komitet uznał, że liczby te są dość dokładne i złożył raport do Komitetu Centralnego Komunistycznej Partii Chin[21].
- W latach 1980. kilku przedstawicieli Ludowej Politycznej Konferencji Konsultatywnej, w tym Qiao Peixin (乔培新), Sun Yueqi (孙越崎), Lin Hua (林华), Qian Jiaju (千家驹), Wang Xingrang (王兴让), Lei Tianjue (雷天觉), Xu Chi (徐驰) i Lu Qinkan (陆钦侃) ujawniło, że liczba ofiar śmiertelnych przerwania zapory Banqiao wyniosła 230 000.[4][21]
- W latach 1990. książka Wielkie Powodzie w Historii Chin podała, że w prowincji z powodu powodzi zginęło około 26 000 osób; ponadto zawaliło się około 5 960 000 budynków i ucierpiało 11 milionów mieszkańców[4][22]. Co ciekawe, Luo Cheng Zheng (骆承政), jeden z autorów książki, w jednym z wydań napisał, że "w wyniku przerwania zapory Banqiao w 1975 roku zginęło 85 600 osób"[4].
- W 1995 roku organizacja Human Rights Watch stwierdziła w swoim raporcie, że liczba ofiar śmiertelnych wyniosła około 230 000.[23]
- W 2005 roku program Ultimate 10 na kanale Discovery Channel ocenił przerwanie zapory Banqiao jako największą katastrofę technologiczną świata, pokonując katastrofę nuklearną w Czarnobylu w Związku Radzieckim. Telewizja Discovery podała, że liczba ofiar śmiertelnych wyniosła 240 000, w tym 140 000 zgonów z powodu głodu, chorób i epidemii[4].

### Ocena rządowa
Chiński rząd uważa awarię zapory za naturalną, a nie spowodowaną przez człowieka. Źródła rządowe kładą nacisk na ilość opadów atmosferycznych, a nie na wady w projekcie i konstrukcji zapory. Czasopismo Dziennik Ludowy utrzymuje, że zapora została zaprojektowana tak, aby przetrwać powodzie tysiącletnie (300 mm opadów dziennie), ale w sierpniu 1975 r. wystąpiła powódź dwutysiącletnia, po zderzeniu tajfunu Nina z zimnym frontem atmosferycznym. Tajfun został zatrzymany na dwa dni, zanim ostatecznie zmienił kierunek z północno-wschodniego na zachodni. W wyniku tego prawie stacjonarnego systemu burzowego w ciągu 24 godzin spadło tyle deszczu, co normalnie przez ponad rok, czego prognozy pogody nie przewidziały. Ustanowiono nowe rekordy, wynoszące 189,5 mm opadu na godzinę i 1060 mm opadu dziennie, co przekroczyło średnie roczne opady wynoszące około 800 mm. Centralna Telewizja Chińska poinformowała, że tajfun zniknął z radaru w miarę jego degradacji. Według Xinhua prognozy Centralnego Obserwatorium Meteorologicznego z siedzibą w Pekinie przewidywały 100 mm opadów atmosferycznych.